# Kel-i-Schin-Stele

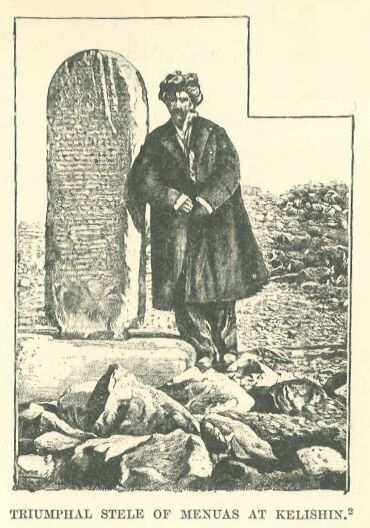
Die Kelišin-Stele in einer Darstellung vom Anfang des 20. Jahrhunderts (Zeichnung nach einer Fotografie von Jacques de Morgan.)

Die Kel-i-Schin-Stele (auch Kelišin-Stele, Kel-i-chin-Stele; Kurdisch für blauer Stein) – in den Dimensionen 175 cm × 62 cm × 31 cm und aus blauem Diorit gefertigt – befand sich bis zum Jahr 1981 auf dem gleichnamigen Bergpass Kelischin (Kel-i Schin) in 2981 Metern Höhe im Zagros-Gebirge zwischen Oschnaviyeh (Iran) und Rawanduz (Irak).
Sie wurde am Ende des 9. Jahrhunderts v. Chr. während der Regierungszeit des urartäischen Königs Išpuini und seines Sohnes Menua errichtet. Der auf dem Denkmal eingemeißelte Text wurde in zwei Sprachen – assyrisch und urartäisch – abgefasst, jedoch nicht datiert. Die Inschrift berichtet von einer Kultreise des urartäischen Königs und seines designierten Nachfolgers zum Tempel des Nationalgottes Ḫaldi in Muṣaṣir. Durch diese Bilingue wurde es erst möglich, wesentliche Teile der urartäischen Sprache zu erschließen.

## Inschrift und Form
Ein Teil der Inschrift lautet zitiert nach Mirjo Salvini, 1995:

„Als Išpuini, Sohn des Sarduri, großer König, mächtiger König, König der Gesamtheit, König von Nairi (in der urartäischen Fassung: Biainili), Herr der Stadt Tušpa, und Minua, Sohn des Išpuini, vor Ḫaldi nach Muṣaṣir (in der urartäischen Fassung: Ardini) kamen, errichteten sie einen Kultsockel für Ḫaldi auf der Hauptstraße (?). Išpuini, Sohn des Sarduri, stellte vor dem Kultsockel eine Inschrift auf. Er brachte schöne Waffen...Kupferstandarten...eine Kupfervase...Er stellte ein turu vor den Ḫaldi-Toren auf, er gab es dem Ḫaldi für sein Leben. Er brachte 1112 Rinder, 9120 Ziegen (?) und Schafe als Opfergabe...“

Darüber hinaus enthält die Stele einen Fluch, der jeden treffen soll, der die Stele in irgendeiner Art und Weise beschädigt oder entfernt.
Die Kelischin-Stele ist – wie andere urartäische Stelen auch – am oberen Ende abgerundet und am unteren Ende mit einem Schaft ausgestattet, mit dessen Hilfe sie in einer rechteckigen, 130 cm × 140 cm × 36 cm großen Basis verankert werden konnte. Sie markierte die Passhöhe bis zum Jahr 1981 – also etwa 2800 Jahre lang – und befindet sich seitdem im Museum in Urmia. Eine Kopie wird im Nationalmuseum in Teheran ausgestellt. Das Vorderasiatische Museum Berlin und das Archäologische Museum der Martin-Luther-Universität Halle-Wittenberg besitzen weitere Kopien von Otto Blau.

## Bedeutung
Dieses Denkmal zählt zu den wichtigsten Quellen der urartäischen Geschichte im 9. Jh. v. Chr., da es Aspekte von Išpuinis Konsilidierungspolitik aufzeigt. Nach den Streifzügen des assyrischen Königs Salmanassar III. übernahm Išpuini die militärische Initiative, stieß bis nach Muṣaṣir vor und erklärte es zu urartäischem Protektorat. Dies erklärt den entscheidenden Zusammenstoß Urarṭus und Assyriens, der mit der achten Kampagne des assyrischen Königs Sargon II. im Jahre 714 v. Chr. eskalierte. Išpuini errichtete die Kelischin-Stele, um den Ḫaldi-Kult als ein Mittel der Stärkung der Zentralgewalt des neugegründeten urartäischen Reiches zu etablieren.

## Forschungsgeschichte
Viele europäische Forscher und Orientalisten versuchten sich daran die Stele zu kopieren und zu entschlüsseln. Dabei wurden einige Expeditionen überfallen und getötet und diejenigen, die zur Stele durch kamen, schafften es nicht brauchbare Abklatsche zu erstellen.
Als Entdecker der Kelischin-Stele gilt Friedrich Eduard Schulz. Ende 1829 wurde er in der Nähe von Başkale von Kurden, die ihn wohl für einen türkischen Spion hielten, ermordet. Teile seiner Aufzeichnungen konnten dem Mörder noch abgenommen werden, ein Abklatsch der Kel-i-Schin-Stele befand sich nicht darunter.
Am 26. Oktober 1838 versuchte der englische Assyriologe, Diplomat und Offizier Henry Creswicke Rawlinson einen Abklatsch der Kel-i-Schin-Stele anzufertigen. Dieser Versuch misslang, da eine Kopie mit feuchtem Papier im Winter bei −20 °C und vereister Oberfläche nicht möglich war. Obwohl Rawlinson noch eine Zeit in der Region blieb, schaffte er es trotz mehrere Versuche aufgrund des Wetters die Kel-i-Schin-Stele zu erreichen. 1849 reiste er zwar unverrichteter Dinge, jedoch nicht mit leeren Händen nach England zurück. Er übergab dem Britischen Museum in London eine wertvolle Antiken-Sammlung.
Einige Jahre später versuchte der deutsche Gelehrte R. Rosch die Stele im Sommer zu erreichen, er wurde jedoch mit seinen 38 Begleitern bei der Kel-i-Schin-Stele überfallen und ermordet. Nach diesen Vorfällen war es für die Forscher eine Zeit lang unmöglich Führer zu bekommen, weil der Stein für die lokale Bevölkerung als verflucht galt.
Jahre später erreichte der Deutsche Otto Blau 1857 mit einer kleinen Armee den Stein und konnte einen Abklatsch anfertigen. Dieser aber zerbrach auf dem Rückweg und Blau konnte wegen dringenderen Sachen nicht zurück.
Ein anderer Deutscher Waldemar Belck wollte 1891 zur Stele, wurde dann aber unterwegs überfallen und entkam knapp dem Tod. Ein Jahr später erreichte er zusammen mit Carl Friedrich Lehmann-Haupt zwar die Stele, konnte sie aber nicht lesen, da sie mit Eis überzogen war. Nach einem weiteren Überfall kehrte Bleck nie wieder zu Stele zurück.
Jacques de Morgan fertigte 1893 die ersten Abgüsse an, welche die Grundlage der Publikation von Jean-Vincent Scheil bildeten. Er entdeckte als erster, dass die Stele zweisprachig und auf beiden Seiten beschrieben war. 1951 konnte George G. Cameron von der University of Michigan befriedigende Latex-Abklatsche von der Stele anfertigen und 1976 wiederholte dies eine italienische Expedition unter Paolo Emilio Pecorella und Mirjo Salvini.
Die Stele wurden dann während des ersten Golfkrieges 1981 durch die iranische Armee ins Urmia Museum gebracht.